# Correctio
En retórica, dentro de las figuras literarias, la correctio o epanortosis es una de las figuras dialécticas. Se trata de introducir una corrección respecto de un elemento emitido en el discurso. Esta rectificación se resuelve en una relación de antonimia entre los términos implicados.
Ejemplo: 
"-Trabajo tenías, madre, con tantas mozas, que es ganado muy trabajoso de guardar.
- ¿Trabajo, mi amor? Antes descanso y alivio."
La Celestina.
- Datos: Q1135275